# Fonda de P. Manyà
La Fonda de P. Manyà és una obra eclèctica de Gandesa (Terra Alta) inclosa a l'Inventari del Patrimoni Arquitectònic de Catalunya.

## Descripció
Edifici del 1868 amb reformes posteriors de principis d'aquest segle, gran superfície amb façanes a tres carrers. La porta de carreus té la data abans esmentada, estant la resta de l'edifici pintat amb bandes verticals que organitzen les obertures, balcons al primer pis i finestres al segon, tots alineats.
El remat de la construcció està constituït per un frontó amb tres corbes lobulades.